# Aeranthes grandiflora
Aeranthes grandiflora là một loài lan và là loài điển hình của chi.
Loài này có đặc trưng bởi cụm hoa treo tự nhiên, dài, mảnh khảnh, và tương đối lớn, hoa hơi trong suốt mở liên tục trong một khoảng thời gian dài; không cắt hoa sau khi hoa đầu tiên đã bị tàn do cây nở lại hoa nhiều.

## Hình ảnh

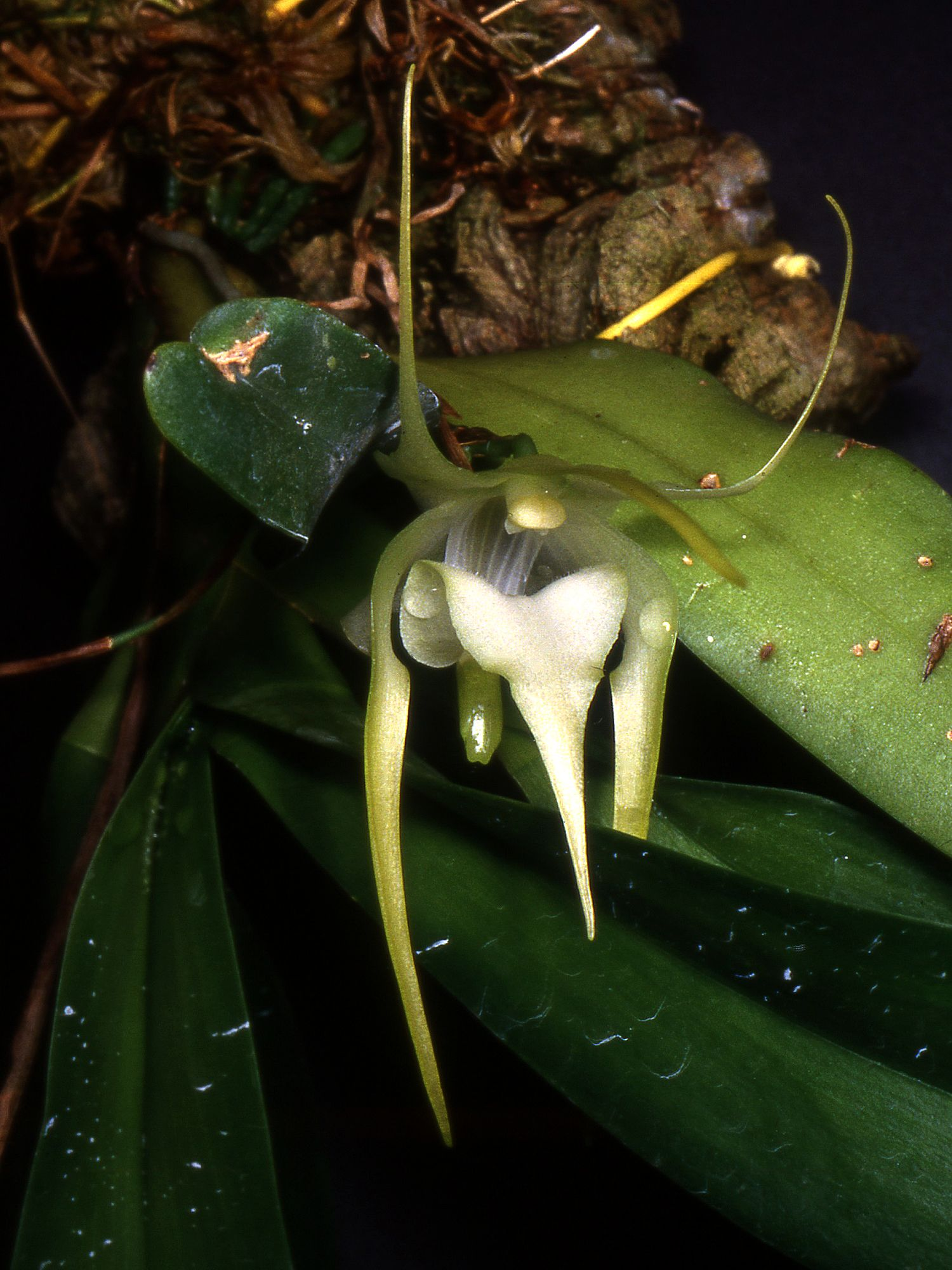